# Fotografii de familie
Fotografii de familie este un film românesc din 2012 regizat de Andrei Cohn. Rolurile principale au fost interpretate de actorii Ileana Puiu, Mihai Dorobanțu, Ioana Flora.

## Distribuție
Distribuția filmului este alcătuită din:
- Mihai Dorobanțu — Vecinul
- Lucian Ifrim — Sergiu
- Valentin Popescu — Virgil
- Rodica Lazăr — Smaranda
- Mioara Ifrim — Sonia
- Ileana Puiu — Zoe
- Gheorghe Ifrim — Mihai
- Ioana Flora — Maria